# Музеј Срба у Хрватској
Музеј Срба у Хрватској био је јавни музеј у Загребу, који је специјализован за теме везане за Србе у Хрватској. Музеј је постојао од 1946. до 1963. године, када је постао дио Хрватској историјског музеја. Данас се дио експоната из музеја чува у Музеју Митрополије загребачко-љубљанске, дио у просторијама Српског културног друштва „Просвјета”, дио у Хрватском историјском музеју, а дио је уништен у минирању Музеја Митрополије загребачко-љубљанске 11. априла 1992. године током рата у Хрватској. На 65. годишњицу музеја, СКД „Просвјета” је покренуло иницијативу за обнову рада музеја.

## Историја
Током Другог свјетског рата група хрватских музејских стручњака прикупила је одређен број артефакта из музеја и цркава Српске православне цркве у Независној Држави Хрватској које су избјегле уништавање и похранили су их у Музеј за умјетност и обрт у Загребу. Након рата, на иницијативу Главног одбора Срба у Хрватској и СКД „Просвјета” 1946. године, од материјала из скупљене колекције и додатих нерелигиозни предмети, основан је Музеј Срба у Хрватској као дио Музеја за умјетност и обрт. Почетком 1948. године постао је дио Хрватској историјског музеја. Од 1963. године музеј је као одјељене припојено Хрватској историјском музеју, да би након неколико година одјељене било распуштено.

## Поставка
Музејска колекција је била подијељена у пет различитих дворана:
1. Од досељења Срба у Хрватску до Велике сеобе 1690. године;
2. Умјетнички и занатски радови 18. вијека;
3. Црква, војска и народ у 18. вијеку;
4. Грађанство и просвјетитељство на прелому 18. и 19. вијека;
5. Изложба слика српских сликара из Хрватске.